# Mario Tesconi
Mario Tesconi (Carrara, 10 aprile 1931 – 21 maggio 2022) è stato un calciatore italiano, di ruolo centrocampista.

## Carriera
Iniziò l'attività nella Carrarese, squadra di cui divenne una bandiera disputando sette stagioni con 121 presenze di campionato. Nel 1954 si trasferì al Venezia, squadra con cui esordì in Serie A e disputò 10 stagioni complessive; nella massima serie ha giocato anche con la maglia del Verona.

## Palmarès

### Club

#### Competizioni nazionali
- IV Serie: 1

Carrarese: 1952-1953
- Serie C: 1

Venezia: 1955-1956
- Serie B: 1

Venezia: 1960-1961